# Xã Williams, Quận Kidder, Bắc Dakota
Xã Williams (tiếng Anh: Williams Township) là một xã thuộc quận Kidder, tiểu bang Bắc Dakota, Hoa Kỳ. Năm 2010, dân số của xã này là 15 người.